# Corinna Harney
 (juillet 2023).
Lisa Matthews Anna Nicole Smith
Corinna Harney (née le 20 février 1972 à Bremerhaven en Allemagne) est une mannequin et actrice américaine. Elle a été choisie comme Playmate du mois du magazine Playboy en août 1991 puis comme Playmate de l'année en 1992. Elle  est parfois créditée comme Corina Harney, Corinna Harney-Jones ou Corinna Harney Jones.

## Carrière
Corinna fait remonter ses débuts dans le secteur du divertissement quand elle a suivi son premier cours de danse à l'âge de 3 ans. Son premier travail d'actrice a eu lieu lorsqu'elle était en 4e année avec Dick Van Patten dans une publicité pour Blue Cross-Blue Shield. Elle avait également commencé à poser en tant que modèle pour des imprimés à la même époque.
Après sa première apparition dans Playboy, elle a été présentée dans une série de vidéos Playboy ainsi que dans des rôles mineurs dans des séries télévisées telles que Nash Bridges et CSI et le film National Lampoon's Vegas Vacation.
Après avoir interprété plusieurs rôles, elle et un ami ont produit un film intitulé Pitcher and the Pin-up . Corinna Harney a travaillé ou joué dans une série de projets depuis lors, notamment une série Web intitulée Wedded Bliss, un film intitulé The Ivory Curse, une publicité pour Sinclair Oil, un film intitulé Ryder and Julina et un film indépendant intitulé Sins of our Youth qui met également en vedette l'acteur Super 8 Joel Courtney. Selon Internet Movie Database, elle continue d'être active dans le cinéma et la production de films.

## Vie privée
Harney est né à Bremerhaven, en Allemagne de l'Ouest ; ses ascendances sont cherokee et irlandaise. Elle a une sœur, Dorinda Harney. Elle a passé la majeure partie de sa jeunesse à Las Vegas, dans le Nevada, où son père était un agent pour la Nevada Highway Patrol (Patrouille des autoroutes du Nevada). Elle est diplômés de la Bonanza High School à Las Vegas.
Elle vit maintenant dans la région de Los Angeles, mais elle a également une maison à Las Vegas. Corinna Harney est mariée et a une fille.

## Filmographie

### Longs métrages
- 2003 : Pitcher et la pin-up alias Le chemin du retour[3]
- 2001 : Rat Race : Corinna Harney Jones
- 1997 : Vacances à Vegas : Corinna Harney Jones
- 1996 : Vampirelle

### Apparitions d'invités à la télévision
- CSI: Crime Scene Investigation jouant "Girl Gone Wild" (comme Corinna Harney Jones) dans l'épisode: "The Accused Is Entitled" (épisode # 3.2) 3 octobre 2002
- Nash Bridges jouant "Waitress" (comme Corinna Harney-Jones) dans l'épisode: "Jackpot: Part 2" (épisode # 5.22) 19 mai 2000
- High Tide dans l'épisode : "Mermaid" (épisode n°2.5) du 22 octobre 1995
- Speeder sur Tru TV